# 운주산성
운주산성(雲住山城)은 세종특별자치시 전동면 청송리 산90 일대에 있는 백제의 산성이다. 3210m 길이의 외성과 1,230m의 토축 내성이 이중성을 이루고 있으며, 문 터는 3곳이 확인된다. 1989년에 연기군에서는 상징탑을 세우기도 했다.
1989년 12월 29일 충청남도의 기념물 제79호로 지정되었으나, 2012년 12월 31일 세종특별자치시의 기념물 제1호로 재지정되었다.

## 개요
운주산성은 북으로 천안, 청주는 물론 아산만을 한눈에 내려달 볼 수 있는 중요한 군사적 거점지역에 축조하였다. 축조시기는 백제시대로 660년 백제가 멸망하고 풍왕과 복신, 도침장군을 선두로 일어났던 백제부흥운동군의 최후의 구국 항쟁지로 알려져 있다. 「신증동국여지승람」전의현 고적조에 간단한 설명이 나와 있는데 이 기록에 의하면 조선초기에는 이미 폐성되어 있었다는 기록이 남아 있다.
운주산성은 내성과 외곽성이 함께 갖추어져 있으며 성내에서 백제시대 기와편이 출토되고 있다. 백제부흥운동의 중심지였던 주류성이었다고 추정하는 견해가 있다.

## 현지 안내문
늘 구름이 끼어있다 하여 이름 지어진 해발 460여m의 운주산 정상을 기점으로 서·남단 3개의 봉우리를 감싸고 있는 포곡식 산성이다. 전동면 3개 마을과 전의면 2개 마을에 위치한 대단히 큰 산성으로 길이 3,098m에 달하는 외성(外城)과 안쪽에 543m에 달하는 내성(內城)이 있다.
외성과 내성은 모두 돌로 쌓았다.
성내 평지 및 구릉에는 크고 작은 대지가 남아 있어 건물이 있었던 것으로 추정된다. 성내에는 백제시대 토기편과 고려·조선시대의 자기조각, 백제부터 조선시대까지의 기와조각 등이 출토되었다.